# Hans Acker

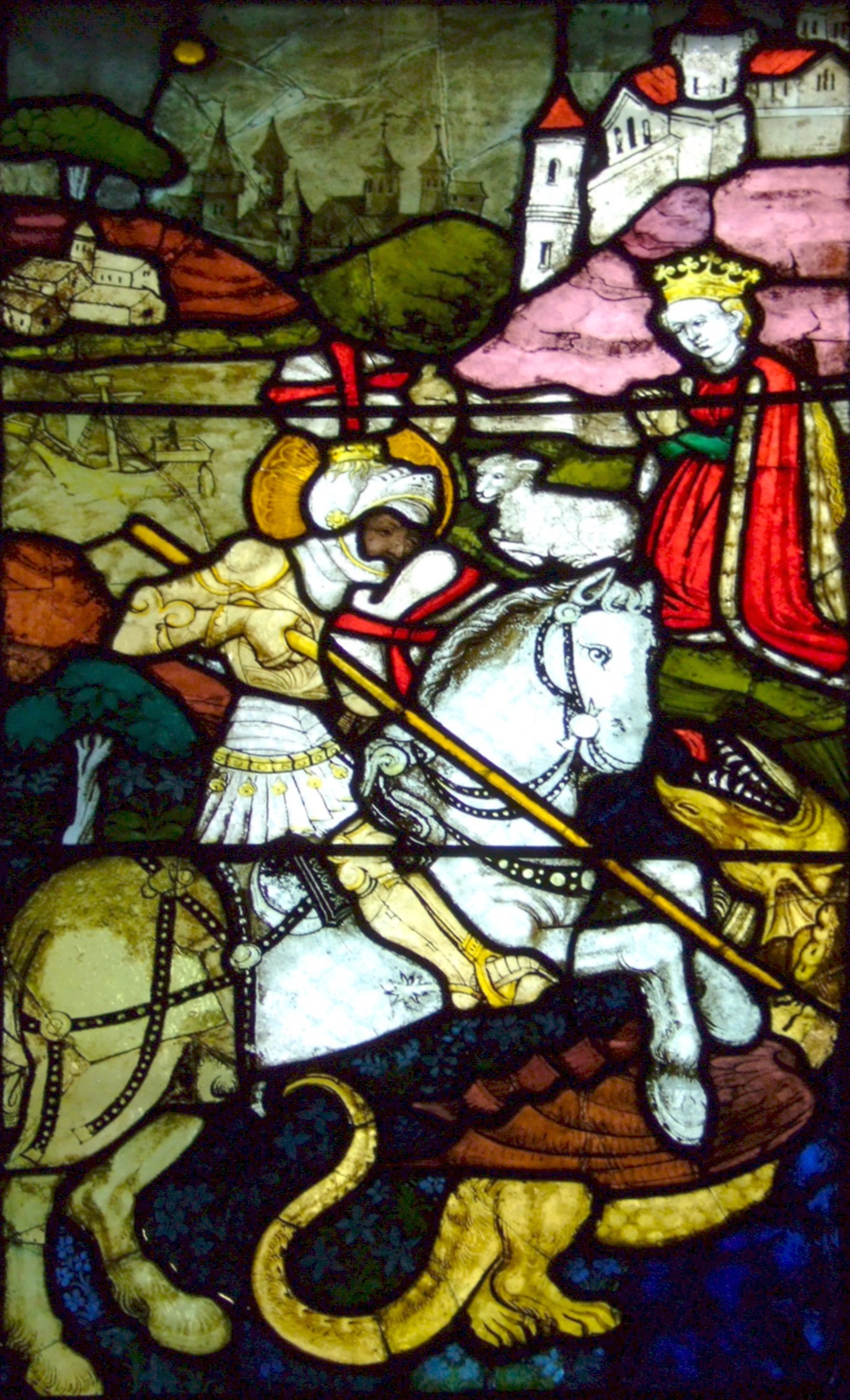
Hans Acker, Święty Jerzy

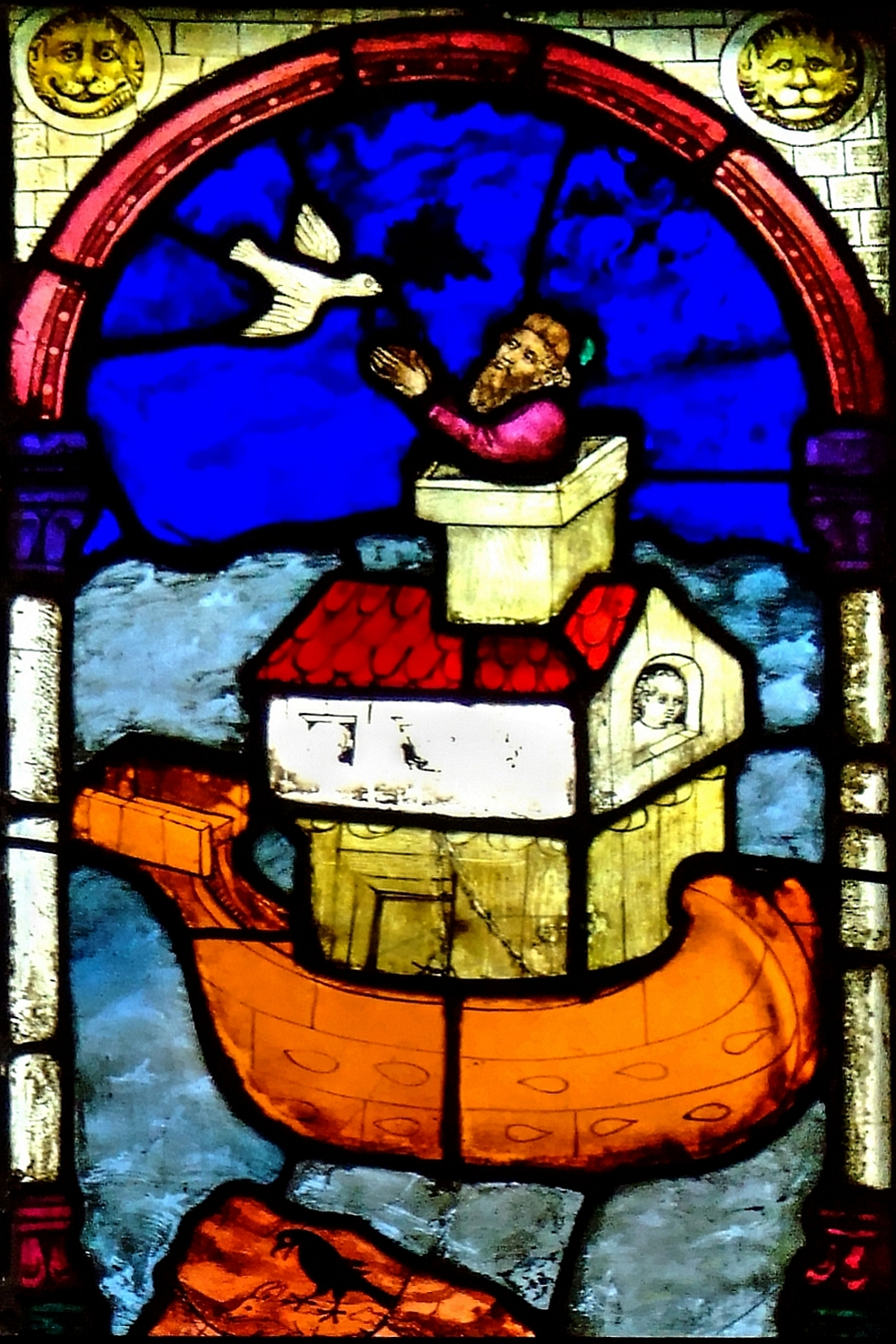
Hans Acker, Arka Noego

Hans Acker (ur. ok. 1380, zm. 1461 w Ulm) – niemiecki twórca witraży.
Hans Acker pochodził z rodziny witrażownikow z Ulm. Należeli do niej również Jacob Acker (młodszy) i Jacob Acker (starszy). Hans działał głównie w południowych Niemczech, ale jego dziełem są między innymi witraże wschodniej części katedry w Brnie, które wykonał w roku 1441. Jest też autorem witraży w katedrze w Ulm w jej zachodnim portalu. Są to sceny pasyjne oraz wizerunki świętych. Na podstawie wiarygodnych dokumentów, przypisywane jest mu również wykonanie złoceń zwornika nad chórem w tejże katedrze. Przypuszczalnie odbył też podróż studyjną do Włoch. Przypisywanie mu innych dzieł na terenie Ulm jest problematyczne.
Styl Ackera określany jest jako "miękki" realizujący dworski ideał piękna wieku XV, a także jako późnogotycki realizm. Przypisuje się zatem artystę do generacji Hansa Multschera, Lukasa Mosera i Hansa Witza. Jednocześnie traktowany jest jako wczesny przedstawiciel szkoły z Ulm.
W jego witrażach potraktowanie tła charakteryzuje detaliczne oddanie pejzażu, kwiatów, wody, gór oraz sylwetek miast. Połączone jest to z najwyższym kunsztem rzemiosła.

## Najważniejsze dzieła
Cykl witraży w katedrze w Ulm powstał ok. 1430. W kaplicy Bessererów znajdują się "ilustracje" historii biblijnej; w oknach południowych Sąd Ostateczny, dalej patrząc od góry następują przedstawienia:
- grzechu pierworodnego
- Wygnanie z raju
- bratobójstwo (Kain i Abel)
- Arka Noego
- ofiara Izaaka

W jednym z okien północnych kaplicy Neitharta znajduje się witraż z wyobrażeniem Świętego Jerzego z ok. 1440.
Ackerowi przypisuje się też witraże z 1441 w berneńskiej katedrze, które rozebrane na części zostały tam przetransportowane z Ulm jeszcze za jego życia.

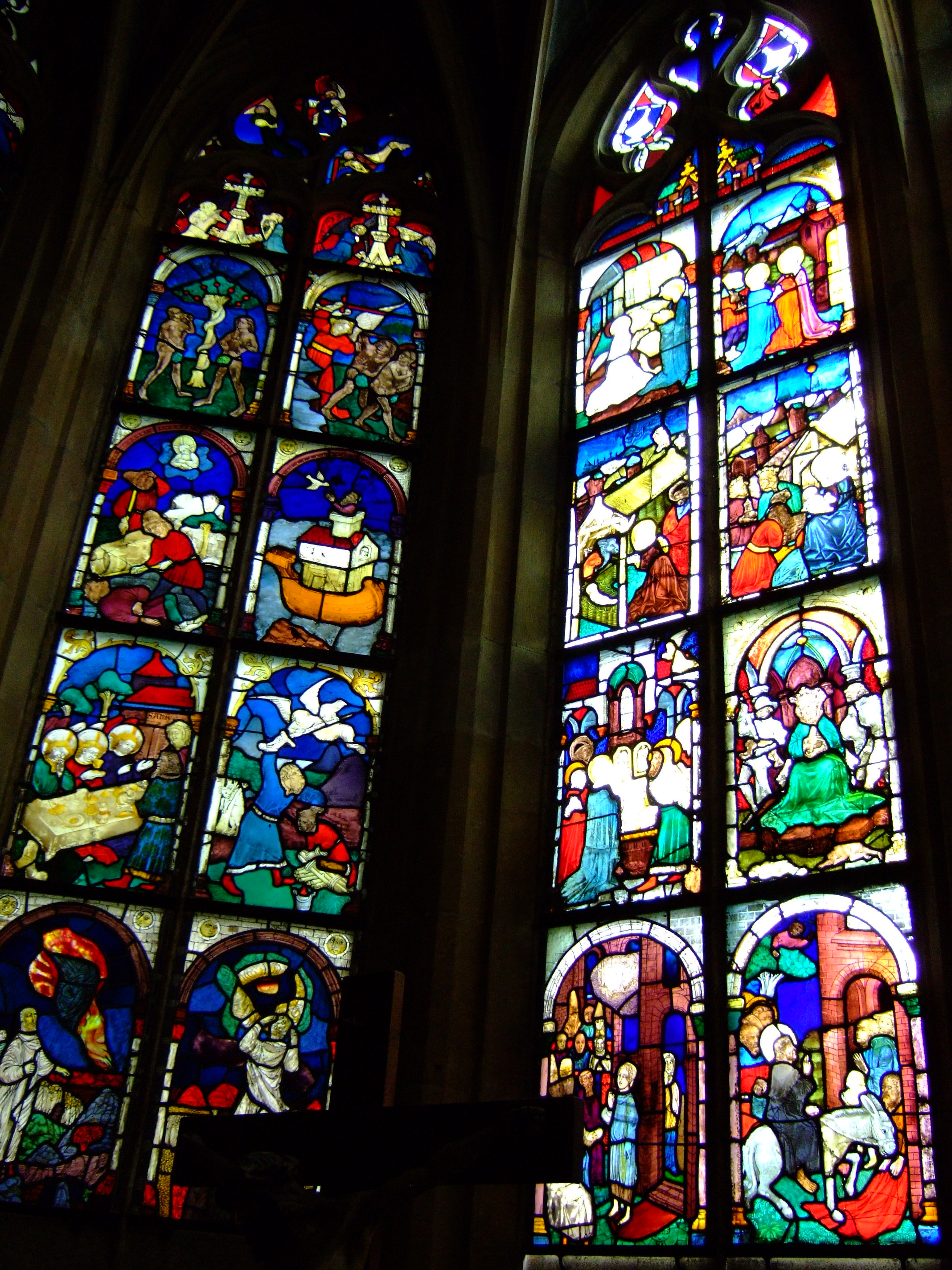
okna 2 i 3 w chórze kaplicy
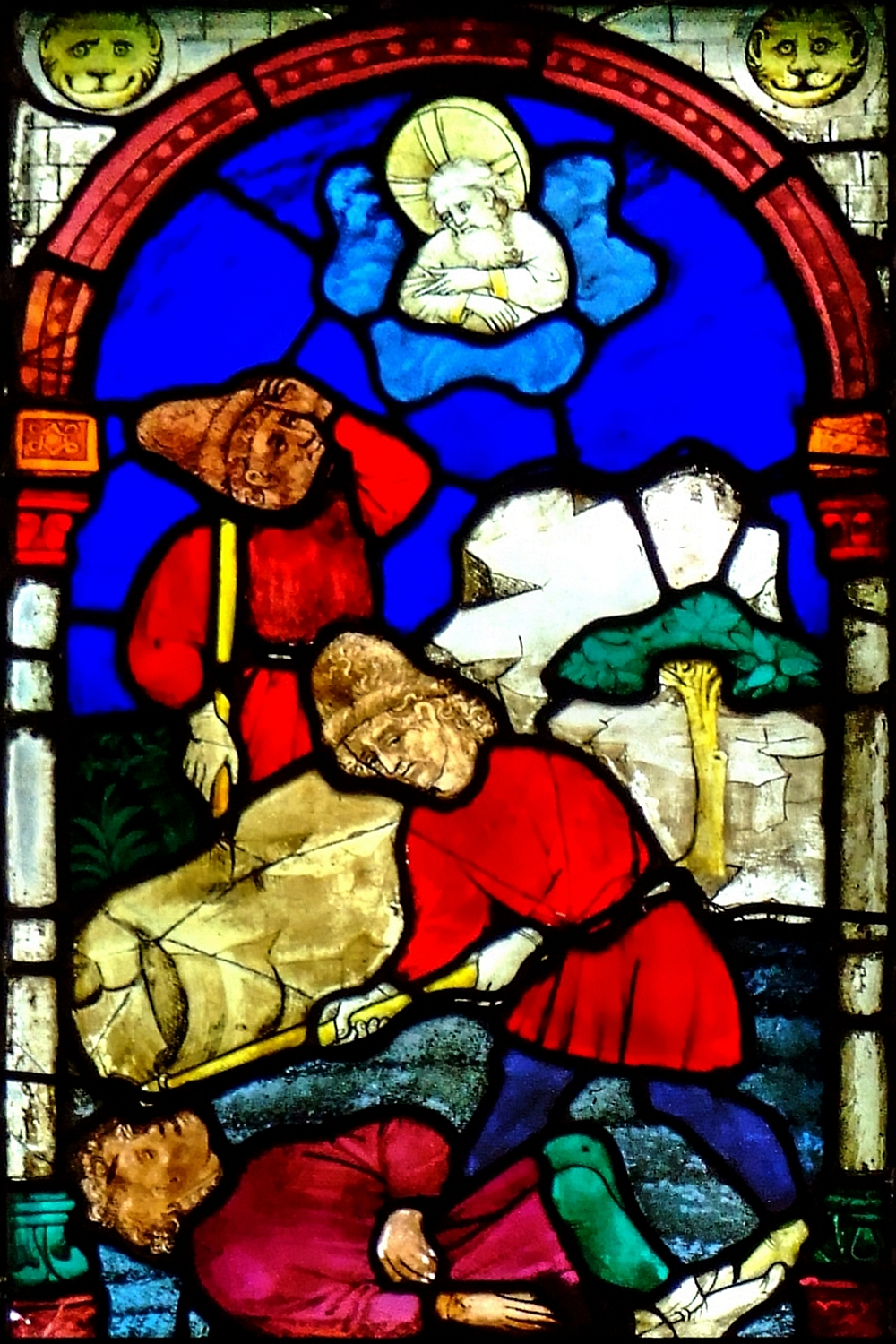
Kain i Abel (detal)
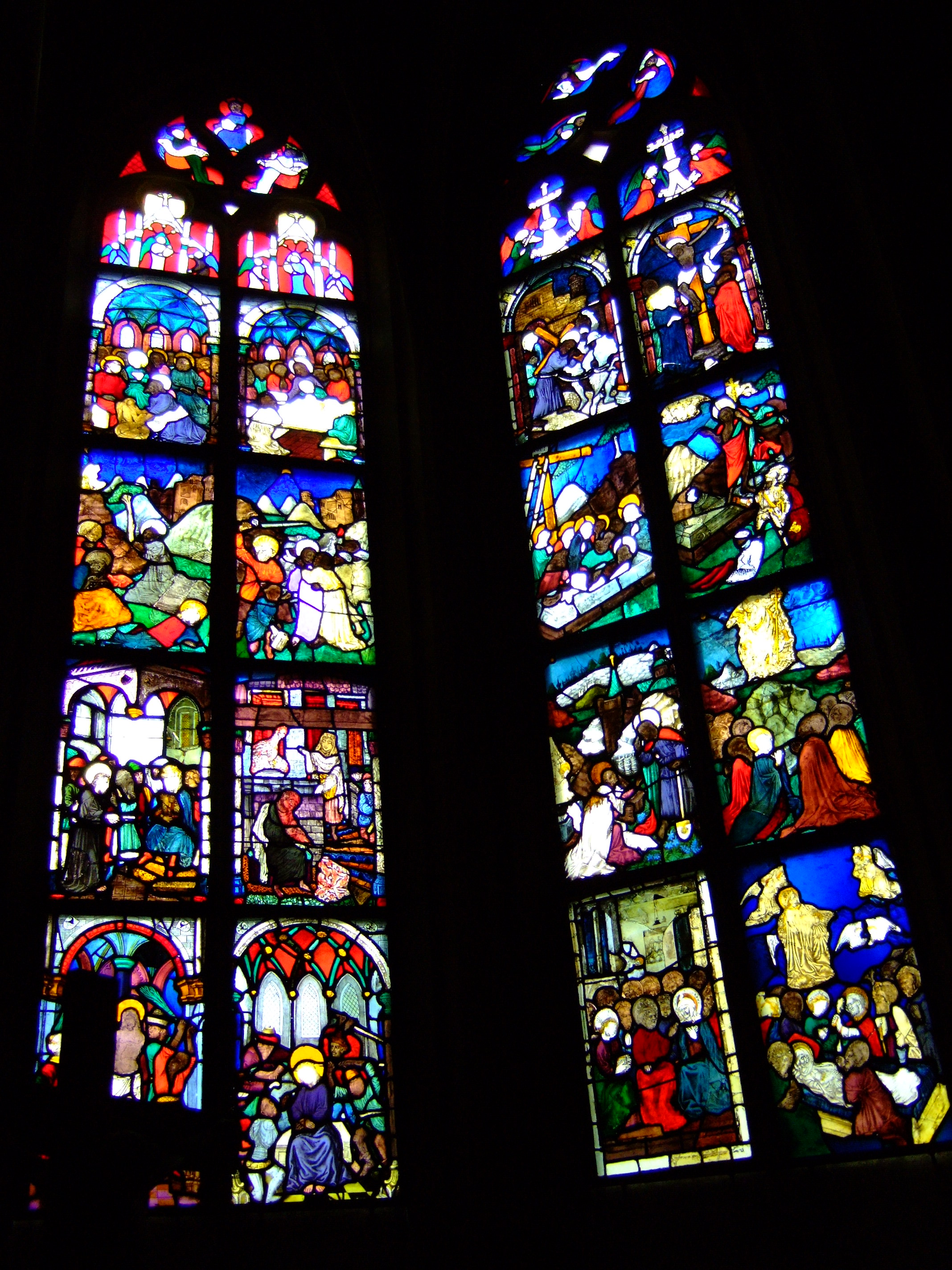
okna 4 i 5 w chórze kaplicy
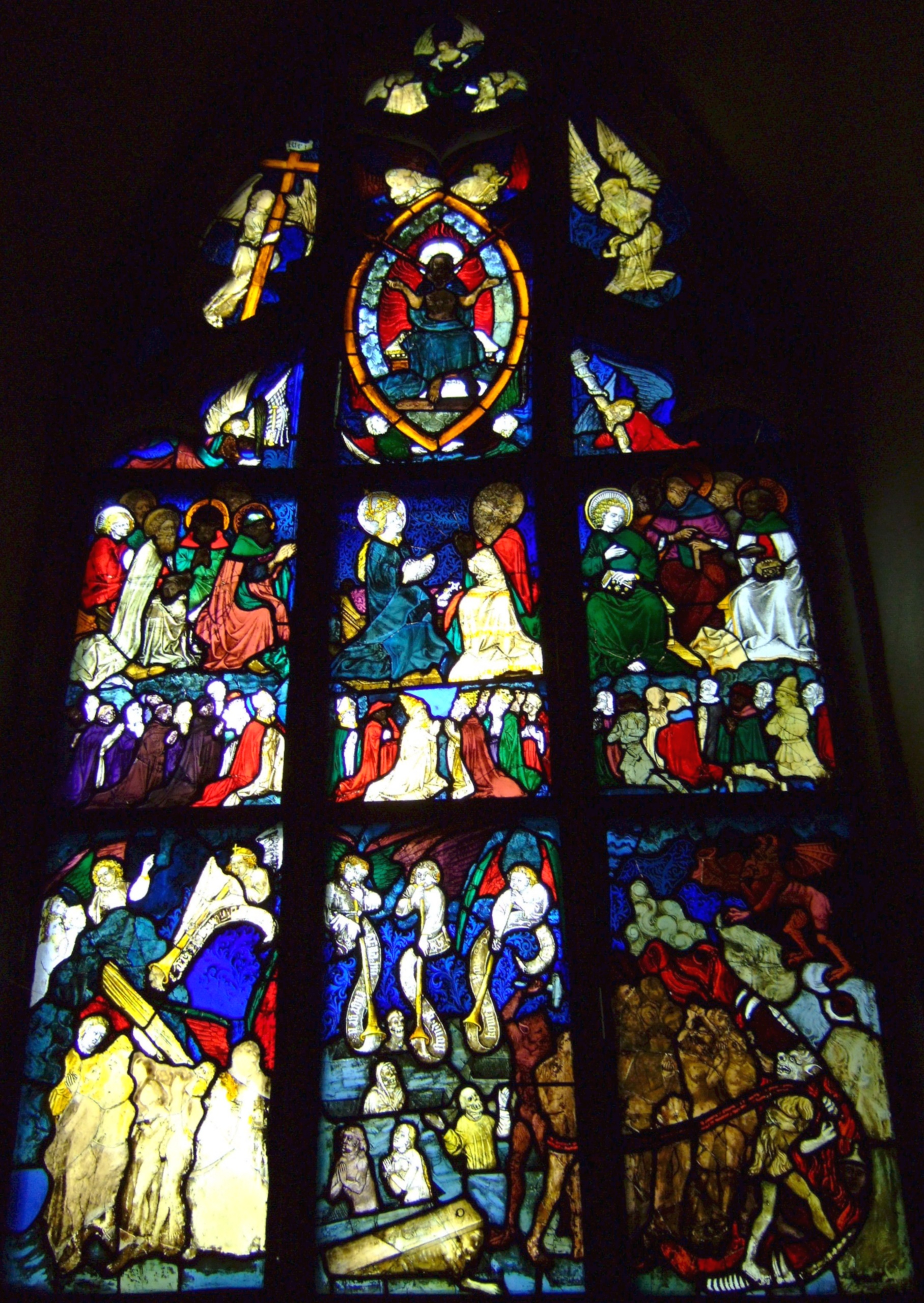
Sąd Ostateczny